# 暴辛公
暴辛公（?—?），东周時諸侯，生活在周平王时。
马融的《长笛赋》说“庖羲作琴，神農造瑟。女媧制簧，暴辛為塤。”暴辛公是周畿内暴国之君，根据《世本》说他烧土发明乐器「埙」，围五寸半，长寸半。共六孔，一说有三孔。根据现代考古发现，新石器时代的河姆渡文化和仰韶文化时，埙就已经出现。